# تشم (أصفهان)
تشم هي قرية في مقاطعة أصفهان، إيران. يقدر عدد سكانها بـ 173 نسمة بحسب إحصاء 2016.